# Sybilla Kumańska

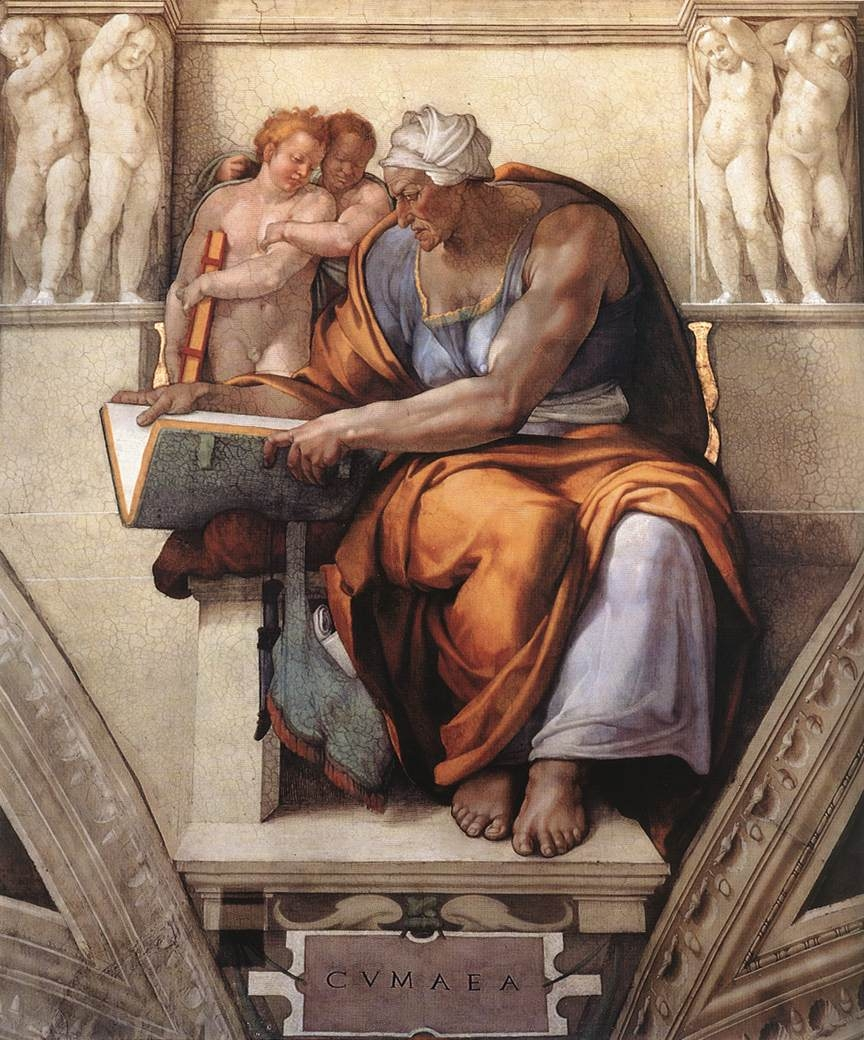
Sybilla Kumańska na fresku Michała Anioła w Kaplicy Sykstyńskiej

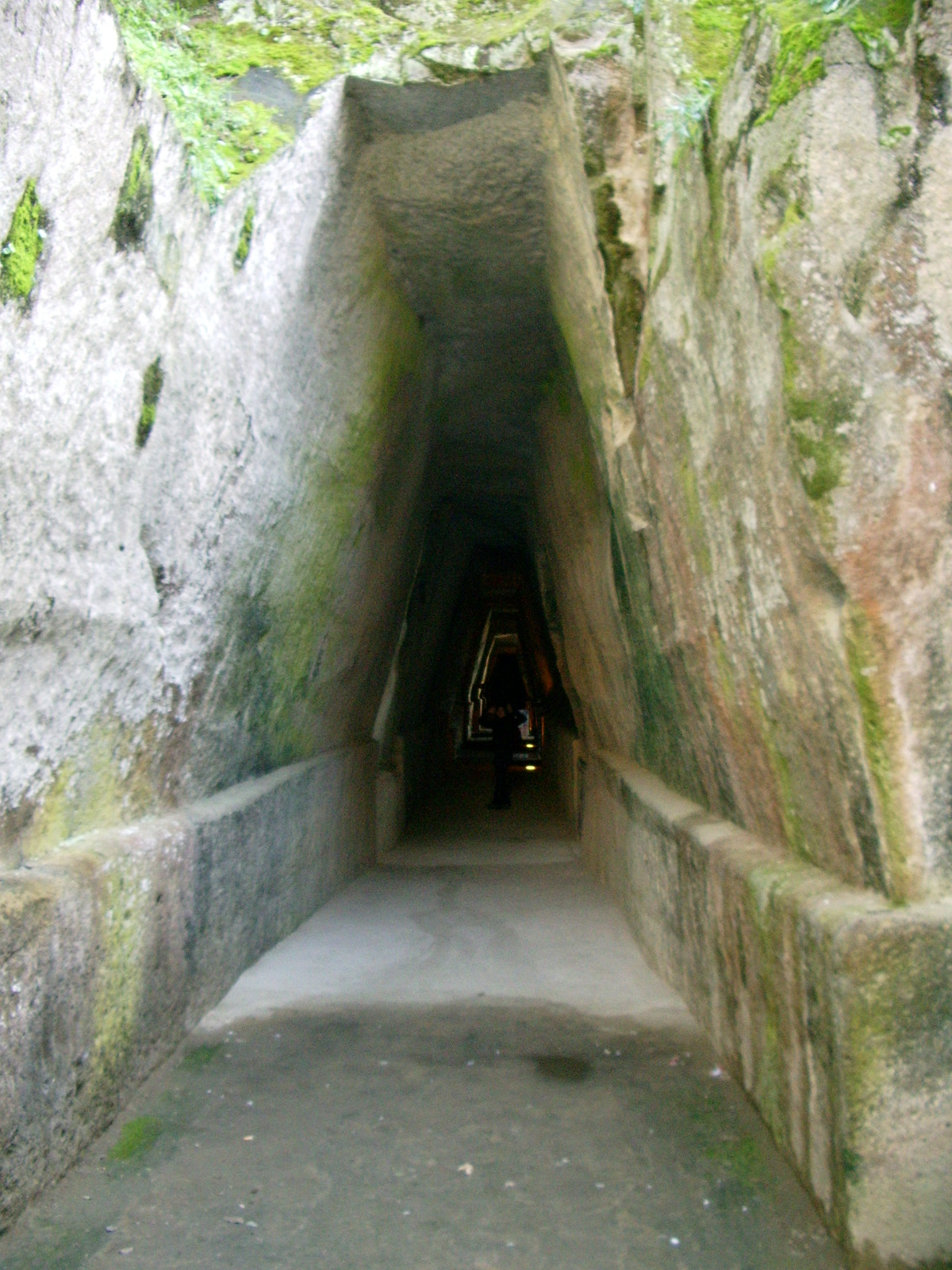
Grota Sybilli w Cumae (2006)

Sybilla Kumańska (gr. Σιβύλλη Sibýllē, łac. Sibylla, Sibyl, ‘wieszczka’) – kapłanka wyroczni Apollina w Cumae, we włoskiej Kampanii.
Zgodnie z legendą Sybilla przybyła do Cumae ze wschodu (Grecja lub Persja). Apollo pragnąc ją uwieść obiecał wszystko, czego zapragnie. Sybilla prosiła o tyle lat życia, ile ziaren piasku zmieści się w garści – było ich tysiąc. Apollo wprawdzie obdarzył ją długim życiem, ale ponieważ nie prosiła o wieczną młodość, z biegiem lat starzała się i kurczyła, marząc o wcześniejszej śmierci.

Grota, w której mieszkała, miała znajdować się na cmentarzysku u podnóża akropolu w Cumae. W latach 20. XX wieku rozpoczęto tam wykopaliska, ale pierwsza grota okazała się tunelem wykonanym w połowie I wieku p.n.e. na rozkaz rzymskiego wodza Marka Agrypy. W 1932 roku odkryto w pobliżu kolejną grotę w postaci 107-metrowego korytarza, na końcu którego znajdował się przedsionek z dwiema wykutymi w skale ławkami. Przedsionek od głównego pomieszczenia oddzielały drzwi – prawdopodobnie tam Sybilla wypowiadała swoje przepowiednie. W korytarzu i przedsionku istnieją otwory wentylacyjne, które poza dopływem odurzających oparów, za dnia również oświetlały wnętrze; mogły też wywoływać efekt opisany przez Wergiliusza (Eneida, księga VI): 

Boczne powierzchnie korytarzy były podziurawione jak sito, przez co powstało sto różnych otworów, zamieniających się w setki ust z szepczącymi głosami powtarzającymi wypowiedzi Sybilli.